# McDonaldland (jeu vidéo)
McDonaldland, ou M.C. Kids en Amérique du Nord, est un jeu vidéo de plates-formes développé par Visual Concepts et édité par Ocean Software ou Virgin Interactive selon les versions, en 1992 sur Amiga, Atari ST, NES et Game Boy.
C'est un jeu qui utilise la licence de l'enseigne américaine de restauration rapide McDonald's.
La version Game Boy n'utilise pas la même licence hors Europe. Elle est éditée par Virgin Interactive et utilise une licence se rattachant à la marque de boisson 7 Up. Elle se nomme Spot: The Cool Adventure en Amérique du Nord et Spot: Cool Adventure au Japon.